# Cambridge Entomological Club
 (mai 2020).
Le Cambridge Entomological Club (en français, Club entomologique de Cambridge) est une société savante consacrée à l’entomologie, basée à Cambridge aux États-Unis.

## Histoire
En janvier 1864, plusieurs membres de la Boston Society of Natural Sciences organisent le club entomologique Harris qui forme le noyau de la section d’entomologie, créée deux ans plus tard. Étant donné l'accroissement des collections du musée, un groupe d'entomologistes décident en 1874 de fonder une société consacrée à l’entomologie. 
Ils se réunissent en 1874 dans la maison de Hermann August Hagen (1817-1893), le premier professeur d’entomologie des États-Unis d'Amérique. Cette première réunion compte : E.P. Austin, Edward Burgess (1848-1891), George Robert Crotch (1841-1874), George Dimmock (1852-1930), James Henry Emerton (1847-1930), Samuel Henshaw (1852-1941), Benjamin Pickmann Mann (1848-1926), Samuel Hubbard Scudder (1837-1911), Herbert Knowles Morrison (1854-1885), J.C. Munro, Alpheus Spring Packard (1839-1905) et Eugene Amandus Schwarz (1844-1928).
Le groupe des fondateurs est rejoint Frederick Blanchard (1843-1912), F.C. Bowditch, Holmes Hinkley (?-1891), Henry Guernsey Hubbard (1850-1899), Carl Robert Osten-Sacken (1828-1906), Francis Gregory Sanborn (1838-1884), George Dole Smith (1833-1880), P.S. Sprague, Roland Thaxter (1858-1932), L. Trouvelot, Charles Pliny Whitney (1838-1928) et Samuel Wendell Williston (1852-1918).
Benjamin Pickmann Mann (1848-1926) est élu premier secrétaire.
Lors de la quatrième réunion, le 10 avril 1874, la publication d’une revue, Psyche, est votée. Son nom est suggéré par S.H. Scudder. B.P. Mann est son éditeur. Le premier numéro, de quatre pages, paraît le 8 mai suivant. Il contient une communication sur un insecte conservé dans de l’ambre du Maryland, signée par H.A. Hagen.
En 1877, le club se dote de statuts et compte alors 47 membres. Sa principale activité est la parution de la revue, Psyche, qui est déficitaire.
En 1902-1903, le club Harris fusionne avec le Cambridge Entomological Club. Parmi les membres qui rejoignent ce dernier, il faut citer : Percy Gardner Bolster (1865-1932), Louis William Swett (1880-1930) ou Andrew Gray Weeks (1861-1931). Ceux-ci sont bientôt rejoints par Charles Willison Johnson (1863-1932) et Charles V. Blackburn (1857-1944).
De 1904 à 1908, diverses expositions d’insectes destinées au grand public sont organisées.
La 500e réunion est fêtée en 1931 par un dîner réunissant notamment Nathan Banks (1868-1953), Charles Walter Collins (1882-1948), Charles Thomas Brues (1879-1955), Charles Willison Johnson, Albert Pitts Morse (1863-1936), Joseph Charles Bequaert (1886-1982) et Andrew Gray Weeks (1861-1931). Un film sur le cycle vital du moustique vecteur de la fièvre jaune est projeté, suivi d’une conférence sur l’entomologie médicale.